# Irène Tiendrébéogo
Irène Dimwaogdo Tiendrébéogo (sinh ngày 27 tháng 2 năm 1977) là một nữ vận động viên đã nghỉ hưu người Burkina Faso - Monegasque, chuyên về nhảy cao. Tiéndrebeogo đã thi đấu tại Giải vô địch thế giới về điền kinh năm 1995, 1997 và 1999 ở môn nhảy cao của phụ nữ. Bà cũng đã tham dự Thế vận hội Mùa hè 1996 ở Atlanta.

## Thành tích giải đấu
| Năm                       | Giải đấu                            | Địa điểm                       | Thứ hạng                  | Nội dung                  | Chú thích                 |
| Representing Burkina Faso | Representing Burkina Faso           | Representing Burkina Faso      | Representing Burkina Faso | Representing Burkina Faso | Representing Burkina Faso |
| ------------------------- | ----------------------------------- | ------------------------------ | ------------------------- | ------------------------- | ------------------------- |
| 1994                      | African Junior Championships        | Algiers, Algeria               | 2nd                       | High jump                 | 1.65 m                    |
| 1995                      | African Junior Championships        | Bouaké, Ivory Coast            | 2nd                       | High jump                 | 1.73 m                    |
| 1995                      | World Championships                 | Gothenburg, Sweden             | 34th (q)                  | High jump                 | 1.80 m                    |
| 1995                      | All-Africa Games                    | Harare, Zimbabwe               | 2nd                       | High jump                 | 1.75 m                    |
| 1996                      | African Championships               | Yaoundé, Cameroon              | 1st                       | High jump                 | 1.84 m                    |
| 1996                      | Olympic Games                       | Atlanta, United States         | 29th (q)                  | High jump                 | 1.80 m                    |
| 1997                      | World Championships                 | Athens, Greece                 | Bản mẫu:Sortdash          | High jump                 | NM                        |
| 1997                      | Jeux de la Francophonie             | Antananarivo, Madagascar       | 3rd                       | High jump                 | 1.82 m                    |
| 1998                      | African Championships               | Dakar, Senegal                 | 2nd                       | High jump                 | 1.84 m                    |
| 1999                      | World Championships                 | Seville, Spain                 | 21st (q)                  | High jump                 | 1.89 m                    |
| 1999                      | All-Africa Games                    | Johannesburg, South Africa     | 2nd                       | High jump                 | 1.85 m                    |
| Representing Monaco       |                                     |                                |                           |                           |                           |
| 2001                      | Games of the Small States of Europe | City of San Marino, San Marino | 6th                       | 200 m                     | 25.40                     |
| 2003                      | Games of the Small States of Europe | Valletta, Malta                | 5th                       | 400 m                     | 57.69                     |
| 2003                      | Games of the Small States of Europe | Valletta, Malta                | 4th                       | 4 × 400 m relay           | 3:57.20                   |